# 卡纸
卡纸指打印机在输送打印纸的过程中，由于机械装置的失误，导致纸张无法正常送出，而卡在打印机内部，使得打印机因此而停机。卡纸的主要原因除了打印机机械装置的设计问题外，还同打印纸的材质有关。随着技术的进步，打印机卡纸的现象有所缓解。